# NGC 5011A
NGC 5011A је спирална галаксија у сазвежђу Кентаур која се налази на NGC листи објеката дубоког неба.
Деклинација објекта је - 43° 18' 29" а ректасцензија 13h 12m 9,7s. Привидна величина (магнитуда) објекта NGC 5011 износи 13,7 а фотографска магнитуда 14,4. NGC 5011A је још познат и под ознакама ESO 269-63, MCG -7-27-41, DCL 526, IRAS 13093-4303, PGC 45847.